# Sharisme

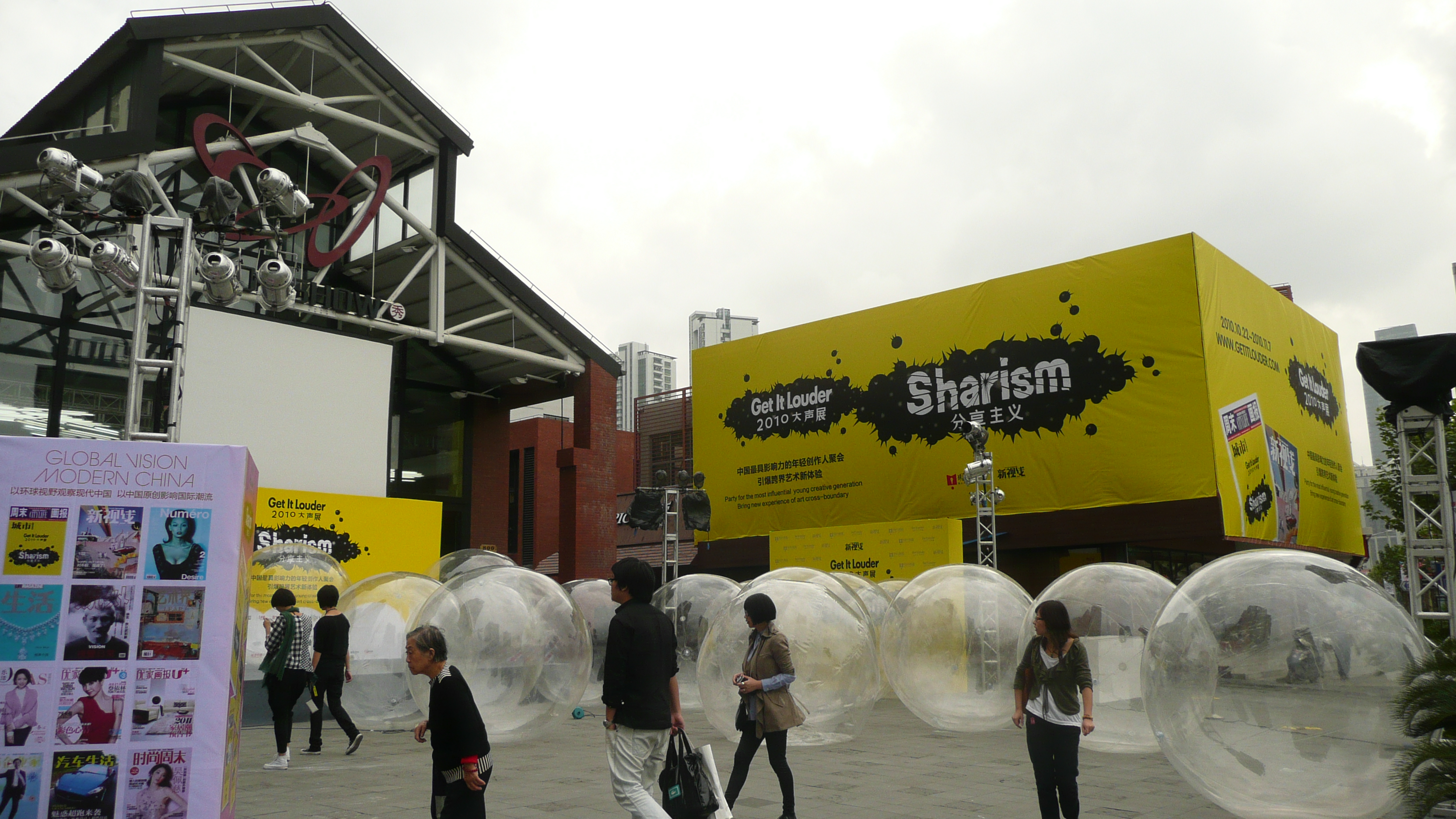
Exposició «Get It Louder», a Xangai

Sharisme és un terme utilitzat per a descriure la motivació i la filosofia que hi ha al darrere de la construcció col·laborativa de valors com a resultat de compartir continguts i idees. Inspirat pel contingut generat per l'usuari, el sharism afirma que el fet de compartir quelcom dins una comunitat produeix valors propis per a cada un dels seus participants: «com més comparteixes, més obtens». A mesura que es produeix coneixement a través del proveïment participatiu, aquest nou tipus de propietat compartida genera la producció de béns i serveis on el valor es distribueix a través de les contribucions de tots els implicats. El concepte fou encunyat per l'informàtic i bloguer xinès Isaac Mao en l'assaig «Sharism: A Mind Revolution», que va ser publicat originalment en el llibre Freesouls: Captured and Released by Joi Ito. Mao fa una comparació entre el model obert d'intercanvi d'informació en línia i les xarxes neurològiques del cervell humà; seguint l'analogia d'un cervell social superintel·ligent emergent, híbrid interconnectat de persones i programari, argumenta que el procés de capacitació de les persones mitjançant l'intercanvi condueix a formes col·lectives per repensar les relacions socials.
El sharisme s'ha centrat especialment a la Xina com una forma de promoure el Web obert i lluitar contra la censura a Internet. Entre els representants més destacats, tant com a concepte com en la pràctica, es troben Larry Lessig i Ou Ning. El 2010, durant una conferència sobre Creative Commons a Beijing, Lessig va esmentar el sharisme en el context d'obertura i innovació en les indústries creatives i la llei de propietat intel·lectual de la Xina. El mateix any, Ou Ning, en el seu treball com a comissari va triar el sharisme com a tema principal de l'exposició «Get It Louder» que es realitza cada dos anys a Xangai. En una entrevista sobre l'exposició, Ning en va parlar en profunditat i el va descriure com un «concepte d'Internet, que explora la relació cada vegada més complicada entre l'àmbit públic i el privat».
L'any 2012 es va crear el Laboratori de Sharisme per tal de proporcionar una base experimental i teòrica per a l'aplicació real del sharisme al món.